# Guevarismo

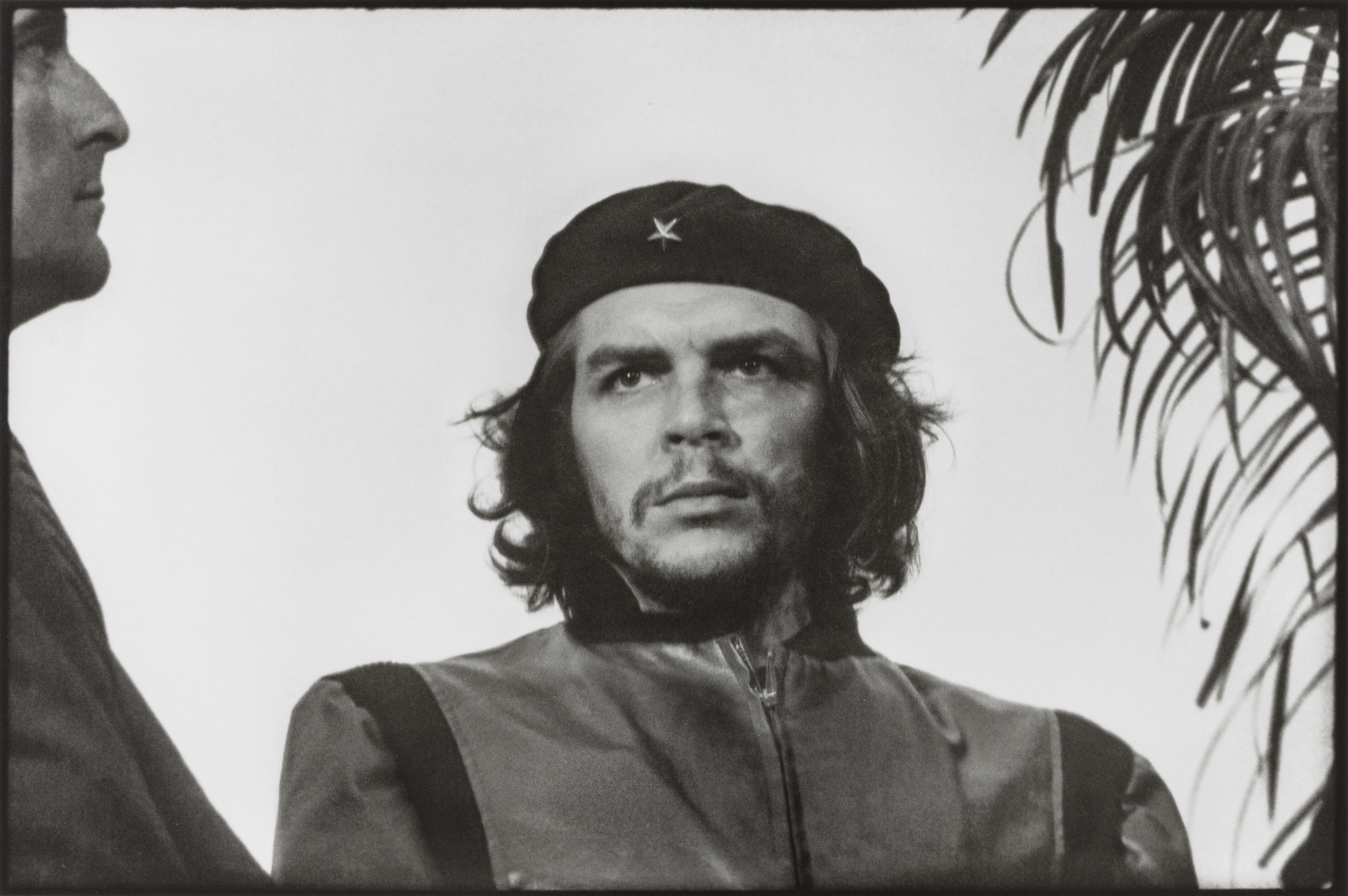
El Che Guevara en la famosa fotografía de Alberto Korda conocida como Guerrillero heroico.

El guevarismo es una doctrina política de origen marxista-leninista basada a partir de las acciones y las ideas del revolucionario argentino-cubano Ernesto «Che» Guevara, uno de los líderes de la Revolución cubana.
El guevarismo se caracteriza por un enfoque radicalizado del cambio social a través de la lucha armada, haciéndose énfasis en el campesinado como sujeto revolucionario en países subdesarrollados. No obstante, llama antes a usar todos los mecanismos legales de la democracia representativa burguesa mientras estén disponibles.
Por otra parte, en el plano económico el Che diseñó el «sistema presupuestario de financiamiento», una forma de planificación económica centralizada que buscaba una rápida superación del mercado.

## Orígenes
Según Samuel Farber, fue durante su estancia en la Guatemala liderada por Jacobo Árbenz (1951-1954) que el Che adhirió al comunismo, aunque rechazó unirse al Partido Guatemalteco del Trabajo.

## Componentes
El Che Guevara desarrolló una serie de ideas y conceptos que se ha conocido como «guevarismo». Su pensamiento tomaba el antiimperialismo, el marxismo como elemento de base, pero con reflexiones sobre la forma de realizar una revolución y crear una sociedad socialista que le dieron identidad propia.

### Guerrilla

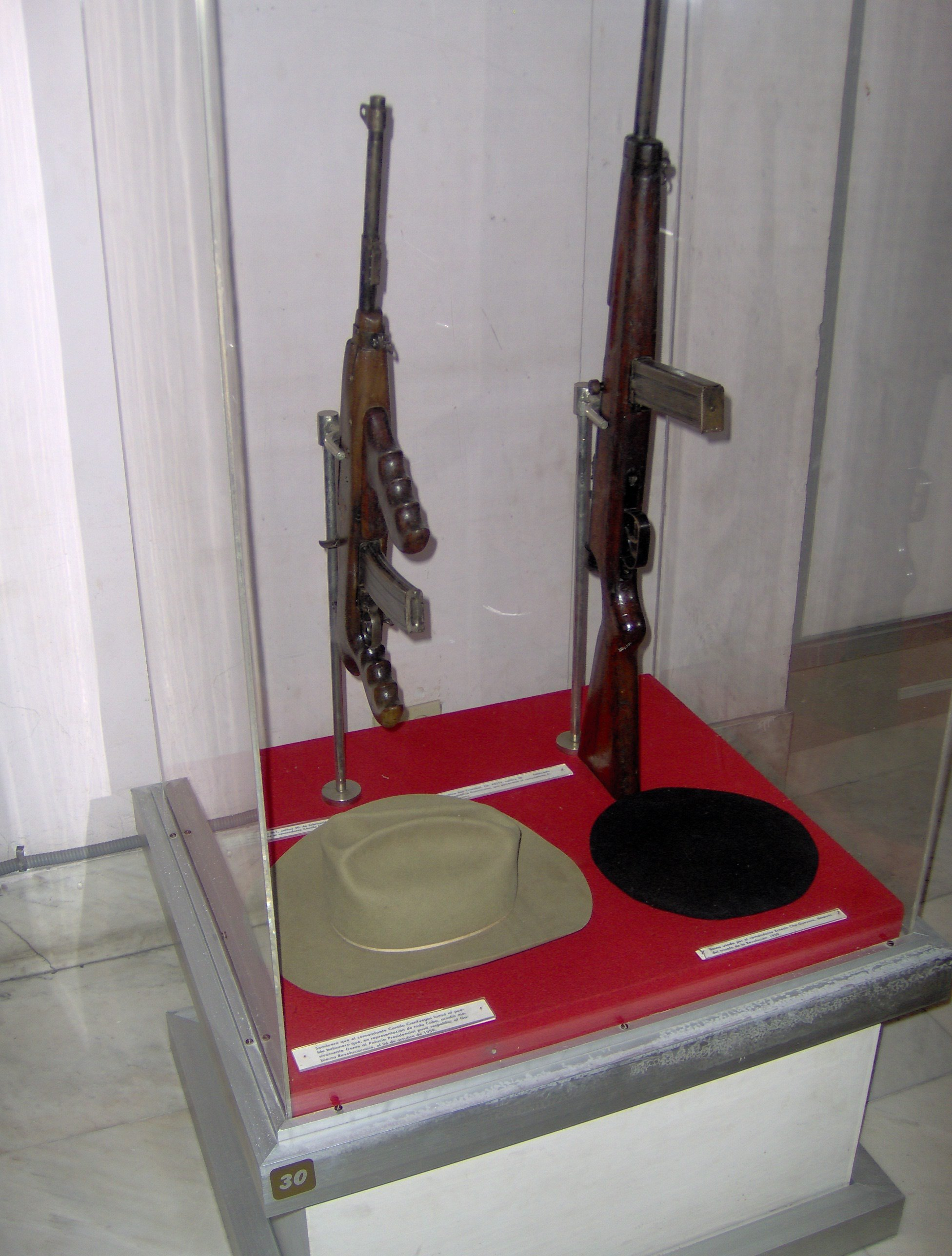
Fusiles de Camilo Cienfuegos y el Che Guevara en el Museo de la Revolución, La Habana.

El Che Guevara otorgaba un papel fundamental a la lucha armada. A partir de su propia experiencia desarrolló toda una teoría sobre la guerrilla que ha sido definida como foquismo. Para él, cuando en un país existían «condiciones objetivas» para una revolución, un pequeño «foco» guerrillero como vanguardia podía crear las «condiciones subjetivas» y desencadenar un alzamiento general de la población.
Sostenía que existía un vínculo estrecho entre la guerrilla, los campesinos y la reforma agraria. Esta posición diferenció su pensamiento del socialismo netamente obrerista-industrial, y lo acercó a las ideas maoístas. En este sentido expresa:

Habíamos dicho también que en las condiciones actuales de América, por lo menos, y de casi todos los países poco desarrollados económicamente, los lugares que ofrecían condiciones ideales para la lucha eran campestres y por lo tanto la base de las reivindicaciones sociales que levantará el guerrillero será el cambio de la estructura de la propiedad agraria.
Ernesto Guevara

Su libro La guerra de guerrillas es un manual donde se exponen las tácticas y estrategias usadas en la guerrilla cubana.
Sin embargo, el Che aseguraba que en ciertos contextos la lucha armada no tenía cabida, por lo que había que usar mecanismos pacíficos como la participación dentro de la democracia representativa. Aunque el Che afirmaba que esta línea debía ser pacífica pero «muy combativa, muy valiente» y que solo se pudiera abandonar si se lograba socavar dentro de la población su orientación a favor de la democracia representativa.

### El hombre nuevo
El eje fundamental en el que guiaba su acción político-teórico-militar, era el principio del humanismo marxista, es decir el Che sugiere que es indispensable distinguir entre el humanismo de Marx y el humanismo burgués, cristiano tradicional, filantrópico, etc. Contra todo humanismo abstracto que pretende estar «por encima de las clases» (y que es, en último análisis, burgués), el del Che, como el de Marx, está explícitamente comprometido en una perspectiva de clase proletaria. Oponiéndose, pues, radicalmente al «mal humanismo» declara que: la liberación del hombre y la realización de sus potencialidades no pueden realizarse más que por la revolución de los obreros, campesinos y demás clases explotadas que elimina la explotación del hombre por el hombre e instaura la dominación racional y colectiva de los hombres (proletarios) sobre su proceso de vida social.
Otorgaba un rol fundamental a la ética individual, tanto del guerrillero durante la revolución, como del ciudadano en la sociedad socialista. Este aspecto lo desarrolló bajo el concepto del «hombre nuevo socialista», al que veía como un individuo fuertemente movido por una ética personal que lo impulsa a la solidaridad y el bien común sin necesidad de incentivos materiales para ello. En este sentido, el Che Guevara otorgaba un valor central al «trabajo voluntario» al que veía como la actividad fundamental para formar al «hombre nuevo». En este sentido, para el Che, el trabajo debe dejar de ser «una penosa necesidad para convertirse en un agradable imperativo».
Según el Che, el método para formar el hombre nuevo es el siguiente:

En nuestro caso, la educación directa adquiere una importancia mucho mayor. La explicación es convincente porque es verdadera; no precisa de subterfugios. Se ejerce a través del aparato educativo del Estado en función de la cultura general, técnica e ideológica, por medio de organismos tales como el Ministerio de Educación y el aparato de divulgación del partido. La educación prende en las masas y la nueva actitud preconizada tiende a convertirse en hábito; la masa la va haciendo suya y presiona a quienes no se han educado todavía. Esta es la forma indirecta de educar a las masas, tan poderosa como aquella otra.
Che Guevara

Sin embargo, el Che fue crítico del realismo socialista señalando que era una corriente artística «que entienden los funcionarios» y que a través de este se «anula la auténtica investigación artística» y se crea una «camisa de fuerza a la expresión artística».
Asimismo, Guevara manifestó en 1966 que «el tremendo crimen histórico de Stalin» fue «el haber despreciado la educación comunista e instituido el culto irrestricto a la autoridad».

### Integración latinoamericana

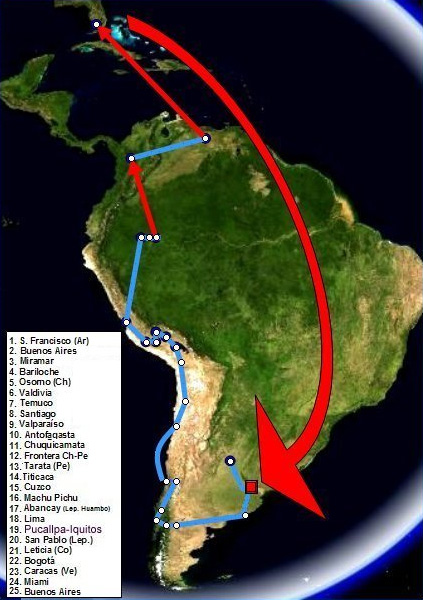
Itinerario del primer viaje latinoamericano del Che Guevara realizado en 1952 con Alberto Granado. Las líneas rojas corresponden a viajes en avión.

Por otro lado, pregonaba por una unión en bloque de los países latinoamericanos. Esta idea está fuertemente arraigada en las organizaciones guevaristas de hoy en día, como por ejemplo en las juventudes guevaristas de la Argentina. Además, sus ideas de unión convergen con una iconoficación a nivel internacional del latinoamericano como el Che.

## Sobre la economía socialista
Las ideas del Che sobre economía socialista y comunista se pueden consultar en su artículo «Sobre el sistema presupuestario de financiamiento» y en sus inéditas «Notas sobre manual de economía política de la Academia de Ciencias de la Unión Soviética» que se pueden encontrar en el libro Che, el camino del fuego, de Orlando Borrego —dichas notas forman parte de un proyecto que el Che jamás finalizó, el cual consistía en realizar un libro para criticar el manual de la Unión Soviética—.
Para el Che socialismo y mercado eran totalmente antagónicos, por ello priorizaba la superación rápida del mercado, a diferencia de los socialistas de mercado. Asimismo, Guevara fue crítico en particular del modelo económico soviético.
Según Michael Löwy, las propuestas económicas del Che se distinguían en su polarización entre planificación contra mercado, en el sistema presupuestario de financiación y en los incentivos colectivos o «morales».

### Sistema presupuestario de financiamiento
El Che Guevara fue un crítico de la economía desarrollada en la Unión Soviética, sostuvo discusiones teóricas dentro y fuera de Cuba. Por su parte fue un gran defensor del «sistema presupuestario de financiamiento» donde existiría un sistema de cuentas bancarias, que ayudaría a eliminar las relaciones mercantiles del sistema capitalista. Aunque el Che reconocía que el cálculo económico «ha demostrado su eficacia práctica», defendía el sistema presupuestario de financiamiento como «la base de una acción integral» que puede «elevar la eficacia de la gestión económica del estado socialista, profundizar la conciencia de las masas y cohesionar aún más el sistema socialista mundial».
Para el Che las características del sistema presupuestario de financiamiento son las siguientes:
- La empresa es un conglomerado de fábricas con características comunes («empresa consolidada»)
- Existe control centralizado de la actividad de la empresa
- El dinero actúa como mecanismo aritmético reflejando en forma de precios la gestión de la empresa los cuales serán analizados por organismos centrales
- Las empresas no tienen fondos propios aunque tienen cuentas separadas las cuales estarán subordinadas a un plan central
- Los depósitos en los fondos pasarán automáticamente al Estado
- Negación de las mercancías en la relación entre empresas estatales
- Trabajo normado a tiempo, con premios por sobrecumplimiento

### Rechazo a la ley del valor
Sobre las experiencias socialistas de su época, el Che afirmaba que se cometieron graves errores como utilizar la ley del valor y los sistemas de incentivo al interés material particular, entre otros aspectos dando lugar a un híbrido con serias contradicciones. En sus propias palabras:

Negamos la posibilidad del uso consciente de la ley del valor, basado en la no existencia de un mercado libre que exprese automáticamente la contradicción entre productores y consumidores. [...] La ley del valor y el plan son dos términos ligados por una
contradicción.
Che Guevara

Si bien es cierto que el Che no negaba que los estímulos materiales fuesen útiles, remarcaba que no podían ser palanca impulsora fundamental de la economía porque sino ello implicaría «el retraso del desarrollo de la moral socialista».
En palabras del Che:

Sí, el estímulo material se opone al desarrollo de la conciencia, pero es una gran palanca para obtener logros en la producción, ¿debe entenderse que la atención preferente al desarrollo de la conciencia retarda la producción? En términos comparativos, en una época dada, es posible, aunque nadie ha hecho los cálculos pertinentes; nosotros afirmamos que en tiempo relativamente corto el desarrollo de la conciencia hace más por el desarrollo de la producción que el estímulo material y lo hacemos basados en la proyección general del desarrollo de la sociedad para entrar al comunismo, lo que presupone que el trabajo deje de ser una penosa necesidad para convertirse en un agradable imperativo.
Che Guevara

En conclusión el Che Guevara, al contrario que, por ejemplo, Stalin y Mao, no concuerda en la utilización de la ley del valor para el socialismo, considerando que la mercancía es la célula básica del capitalismo. En este sentido, el Che expresaba que era una «quimera» el objetivo de «realizar el socialismo con la ayuda de las armas melladas que nos legara el capitalismo», defendiendo la materialización de un «hombre nuevo».

## El guevarismo en acción
El guevarismo como corriente ideológico-política inspiró y aún inspira búsquedas de una sociedad justa, igualitaria, digna; organizaciones de distinto tipo se han conformado en esta senda en diferentes momentos históricos, movimientos guerrilleros, sociales y culturales y organizaciones armadas y no armadas no gubernamentales, urbanas y rurales, en todo el mundo han levantado las banderas de la ética guevarista y el humanismo guevarista.
Entre ellos pueden destacarse los orígenes del Partido Revolucionario de los Trabajadores (PRT) y el Ejército Revolucionario del Pueblo (ERP) en Argentina, el Movimiento de Liberación Nacional - Tupamaros (en Uruguay), el Movimiento Revolucionario Túpac Amaru (MRTA) en Perú, el Movimiento de Izquierda Revolucionaria (en Chile), el Frente Sandinista de Liberación Nacional (en Nicaragua), etc. en los años sesenta y setenta, o más recientemente los partidos guevaristas de Argentina  , Uruguay o Chile.

## El guevarismo en elsigloXXI
En el caso de Argentina, existen pequeñas agrupaciones que se orientan en la historia del guevarismo y en particular del PRT. Entre ellas podemos mencionar a la Juventud Guevarista, fundada por el exmilitante del PRT-ERP Daniel de Santis, y partidos como Venceremos,  Frente Guevarista, entre  muchas otras organizaciones más. Por lo general se trata de agrupaciones o partidos pequeños que no llegan a presentar candidatos a legisladores, gobernadores o presidente en las elecciones.  Tienen cierta presencia estudiantil y gremial. Existe un nuevo PRT creado en 2002 que se considera continuador del viejo PRT fundado en 1965. La figura más importante del mismo es el ex  militante del PRT-ERP  Carlos Ponce de León, el "Negro" quien falleció en 2022. Por lo general estos espacios de militancia cuentan además de la presencia de viejos " perros"  con investigadores en ciencias sociales que han publicado  numerosos trabajos sobre la historia de la izquierda guevarista en Argentina.
Para Samuel Farber, es «irónico» que el Che en la Cuba de hoy «sea menos relevante», aunque sigue teniendo una «influencia sutil pero real en la cultura política cubana», pero no tanto como para políticas específicas, sino como «modelo cultural de sacrificio e idealismo».